# Perdo le parole
| Recensione | Giudizio |
| ---------- | -------- |
| Rockol     |          |

Perdo le parole è un EP del cantautore italiano Riki, pubblicato il 19 maggio 2017 dall'etichetta Sony Music.

## Descrizione
Uscito durante la partecipazione di Riki alla sedicesima edizione del talent show Amici di Maria De Filippi, il disco è costituito da sette brani di cui Riki è anche autore, molti dei quali proposti dal vivo durante la trasmissione.
Il disco ha ottenuto un immediato successo esordendo al primo posto della Classifica FIMI Album ed è stato certificato tre volte disco di platino dalla Federazione Industria Musicale Italiana, risultando l'album più venduto nel primo semestre 2017.

## Tracce
1. Polaroid – 2:52
2. Sei mia – 3:57
3. Perdo le parole – 3:10
4. Balla con me – 3:28
5. Ti luccicano gli occhi – 3:01
6. Replay – 3:27
7. Diverso – 3:45

## Classifiche
| Classifica (2017) | Posizione massima |
| ----------------- | ----------------- |
| Italia            | 1                 |

### Classifiche di fine anno
| Classifica (2017) | Posizione |
| ----------------- | --------- |
| Italia            | 3         |